# Amblyseius magnoliae
Amblyseius magnoliae är en spindeldjursart som beskrevs av Muma 1961. Amblyseius magnoliae ingår i släktet Amblyseius och familjen Phytoseiidae. Inga underarter finns listade i Catalogue of Life.